# Nagy Tibor (labdarúgó, 1962)
Nagy Tibor (Budapest, 1962. szeptember 24. –) válogatott labdarúgó, hátvéd, középpályás és történelem tanár.

## Pályafutása

### Klubcsapatban
1970-ben, Kilencévesen az Újpesti Dózsa csapatában kezdte a labdarúgást. 1981-ben sorkatonai szolgálata alatt a H. Köteles SE csapatában játszott. Innen nem került vissza Újpestre, hanem 1985-ig a Gödi SC együttesében szerepelt.
1986-ban szerződött a Váci Izzó csapatához, ahol pályafutása végéig, 2000-ig játszott. A csapat Vác FC-Samsung néven 1994-ben bajnokságot nyert, amelynek részese volt Nagy Tibor is.

### A válogatottban
1990 és 1993 között 17 alkalommal szerepelt a válogatottban és egy gólt szerzett.

## Sikerei, díjai
- Magyar bajnokság
  - bajnok: 1993–94
  - 2.: 1991–92, 1992–93
- Magyar kupa
  - döntős: 1991, 1992, 1995

## Statisztika

### Mérkőzései a válogatottban
| Magyarország | Magyarország         | Magyarország                     | Magyarország     | Magyarország | Magyarország | Magyarország | Magyarország | Magyarország |
| #            | Dátum                | Helyszín                         | Hazai            | Eredmény     | Vendég       | Kiírás       | Gólok        | Esemény      |
| ------------ | -------------------- | -------------------------------- | ---------------- | ------------ | ------------ | ------------ | ------------ | ------------ |
| 1.           | 1991. január 17.     | Chandrasekharah, Nair Stadion    | India            | 1 – 2        | Magyarország | Nehru-kupa   | -            | 55'          |
| 2.           | 1991. február 19.    | Rosario, Central Stadion         | Argentína        | 2 – 0        | Magyarország | barátságos   | -            |              |
| 3.           | 1991. március 27.    | Santander, Sardinero Stadion     | Spanyolország    | 2 – 4        | Magyarország | barátságos   | -            | 84'          |
| 4.           | 1991. április 3.     | Limassol                         | Ciprus           | 0 – 2        | Magyarország | Eb-selejtező | -            |              |
| 5.           | 1991. október 30.    | Szombathely, Rohonci úti stadion | Magyarország     | 0 – 0        | Norvégia     | Eb-selejtező | -            |              |
| 6.           | 1991. december 4.    | León                             | Mexikó           | 3 – 0        | Magyarország | barátságos   | -            | 61'          |
| 7.           | 1991. december 8.    | San Salvador                     | Salvador         | 1 – 1        | Magyarország | barátságos   | -            | 63'          |
| 8.           | 1992. augusztus 26.  | Nyíregyháza, Városi Stadion      | Magyarország     | 2 – 1        | Ukrajna      | barátságos   | 1            | 92'          |
| 9.           | 1992. szeptember 9.  | Luxembourg, Municipal Stadion    | Luxemburg        | 0 – 3        | Magyarország | vb-selejtező | -            |              |
| 10.          | 1992. szeptember 23. | Budapest, Üllői úti Stadion      | Magyarország     | 0 – 0        | Izrael       | barátságos   | -            |              |
| 11.          | 1992. október 11.    | Doha                             | Katar            | 1 – 4        | Magyarország | barátságos   | -            |              |
| 12.          | 1992. október 13.    | Doha                             | Katar            | 1 – 1        | Magyarország | barátságos   | -            | 83′          |
| 13.          | 1992. november 11.   | Szaloniki, PAOK Stadion          | Görögország      | 0 – 0        | Magyarország | vb-selejtező | -            |              |
| 14.          | 1993. március 7.     | Fukuoka, Hakatanomori Stadion    | Japán            | 0 – 1        | Magyarország | Kirin-kupa   | -            |              |
| 15.          | 1993. március 10.    | Nagoja, Mizuho Stadion (JPN)     | Egyesült Államok | 0 – 0        | Magyarország | Kirin-kupa   | -            | 89'          |
| 16.          | 1993. március 31.    | Budapest, Népstadion             | Magyarország     | 0 – 1        | Görögország  | vb-selejtező | -            | 35'          |
| 17.          | 1993. április 15.    | Budapest, Népstadion             | Magyarország     | 0 – 2        | Svédország   | barátságos   | -            | 80'          |
|              | Összesen             |                                  |                  | 17           | mérkőzés     |              | 1            | gól          |

## Edzőként
2015-től 2018-ig a Vác FC vezetőedzője volt.